# Powłocznica olszy zielonej

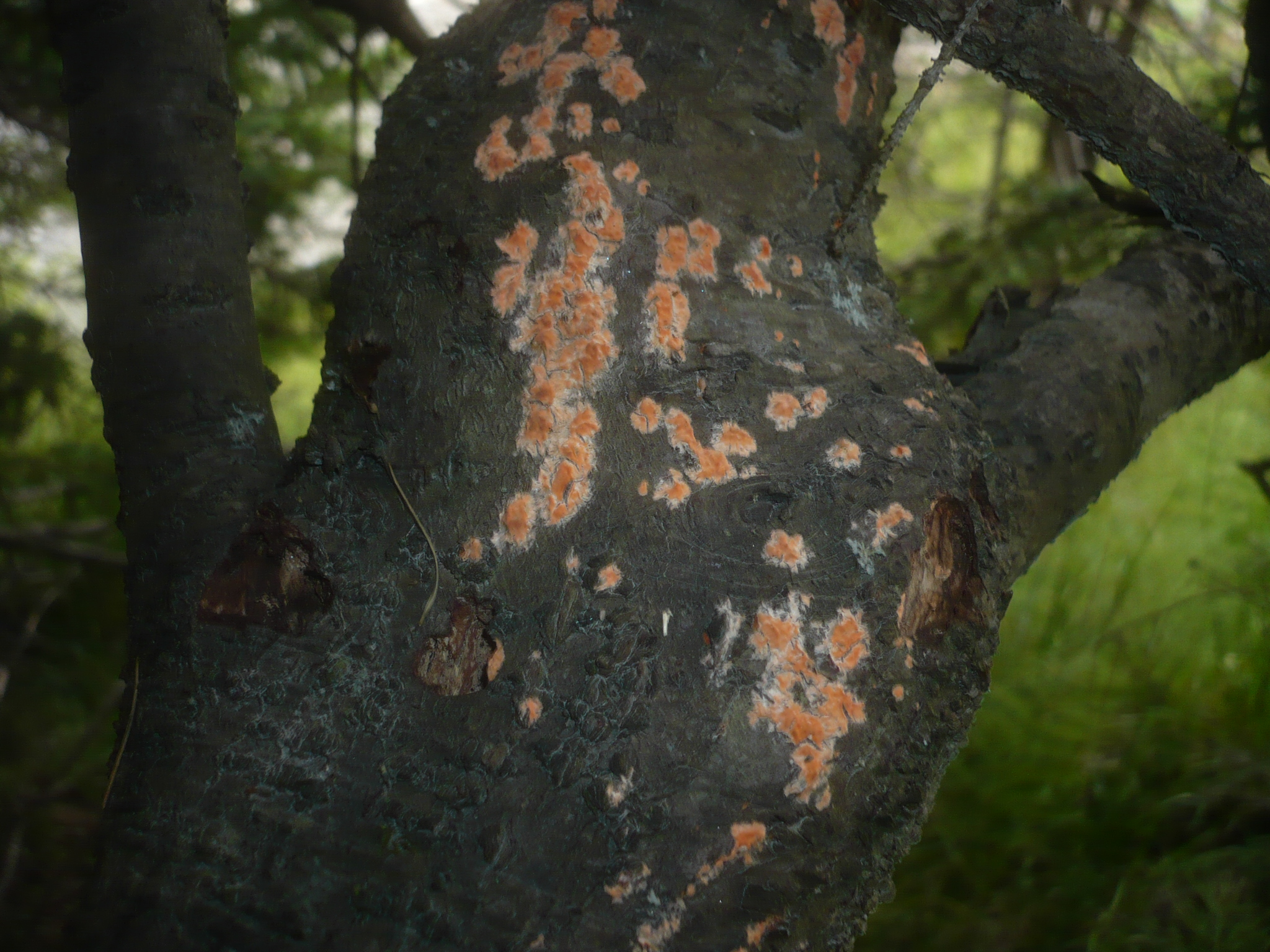

Powłocznica olszy zielonej (Peniophora aurantiaca (Bres.) Höhn. & Litsch.) – gatunek grzybów z rodziny powłocznikowatych (Peniophoraceae).

## Systematyka i nazewnictwo
Pozycja w klasyfikacji według Index Fungorum: Peniophora, Peniophoraceae, Russulales, Incertae sedis, Agaricomycetes, Agaricomycotina, Basidiomycota, Fungii.
Po raz pierwszy opisał go w 1892 r. Giacomo Bresàdola, nadając mu nazwę Corticium aurantiacum. Obecną, uznaną przez Index Fungorum nazwę nadali mu w 1994 r. Franz von Höhnel i Viktor Litschauer. Synonimy:
- Byssomerulius aurantiacus (Bres.) Gilb. 1974
- Corticium aurantiacum Bres. 1892
- Kneiffia aurantiaca (Bres.) Bres. 1903[2].

Polską nazwę zaproponował Władysław Wojewoda w 2003 r.

## Morfologia
Owocnik
Rozpostarty, przeważnie całkowicie przyrośnięty do podłoża, dopiero starsze owocniki nieco luźniejsze. Owocnik początkowo o okrągłym kształcie, omijający przetchlinki i inne dziury w zewnętrznej korze drewna, potem pokrywający całą dolną powierzchnię gałęzi, chropowaty, o grubości 0,2–0,5 mm, na grudkach grubszy. Powierzchnia jasno lub ciemno pomarańczowo-czerwona w zależności od wieku. Konsystencja młodych owocników mięsista, starszych błoniasta. Brzeg jaśniejszy, bladożółty lub biały, u młodych okazów włókienkowaty.
Cechy mikroskopowe
System strzępkowy monomityczny. Strzępki o cienkich lub lekko pogrubionych ścianach ze sprzążkami. Strzępki subhymenium o szerokości 3–4 µm, bogato rozgałęzione, strzępki subikulum o szerokości 4–5 µm, proste, słabo rozgałęzione. Na przekroju poprzecznym plecha jest uwarstwiona. Subikulum ma grubość 0,1–0,2 mm i składa się z gęstych równoległych strzępek. Subhymenium składa się głównie z pionowych strzępek, początkowo o grubości około 0,1 mm, a następnie zwiększającej się grubości. Cystydy dwojakiego rodzaju:
- inkrustowane grubościenne metuloidy. Ich część inkrustowana ma wymiary 30–50 × 8–12 µm, część nieinkrustowana o różnej długości,. W strzępkach tych septy występują z rzadka;
- cienkościenne sulfocystydy osiągające długość 100 lub 150 µm i szerokość 10–15, czasem 20 µm, z protoplazmą ziarnistą reagującą na sulfowanilinę. Mają kształt wydłużony, o tępym lub zwężającym się wierzchołku i są licznie, zwłaszcza u młodych osobników.

Podstawki o zróżnicowanym kształcie, ale przeważnie cylindryczne, mniej lub bardziej kręte i zwężone, osiągające rozmiar 60–90 × 10–15 µm, z 4 stożkowatymi sterygmami. U młodych owocników widoczne pleurobazydia. Zarodniki elipsoidalne, gładkie, cienkościenne, przeważnie 14-16 × 8-10 µm, szkliste, ale w wysypie żółte lub jasnopomarańczowe, w zależności od grubości wysypu.

## Występowanie i siedlisko
Powłocznica olszy zielonej występuje w Ameryce Północnej i Południowej, Europie i Azji. Na półkuli północnej jest szeroko rozprzestrzeniona, w regionie subalpejskim Europy Środkowo-Wschodniej jest bardzo pospolita. W Polsce do 2003 r. podano tylko 2 stanowiska na Tarnicy w Bieszczadach. Według W. Wojewody prawdopodobnie jest rzadka, nie znalazła się jednak na Czerwonej liście roślin i grzybów Polski.
Nadrzewny grzyb saprotroficzny. Występuje tylko na gałęziach olszy zielonej (Alnus viridis) i po tym łatwo ją odróżnić od pokrewnych gatunków.